# Мармора
Мармора (італ. Marmora, п'єм. La Marmo) — муніципалітет в Італії, у регіоні П'ємонт,  провінція Кунео.
Мармора розташована на відстані близько 530 км на північний захід від Рима, 85 км на південний захід від Турина, 37 км на захід від Кунео.
Населення — 65 осіб (2014).
Щорічний фестиваль відбувається 25 червня. Покровитель — San Massimo.

## Демографія
Населення за роками:

Станом на 1 січня 2023 року в муніципалітеті офіційно проживало 5 іноземців з 3 країн, серед них 4 громадяни країн Євросоюзу.

## Сусідні муніципалітети
- Канозіо
- Кастельманьо
- Челле-ді-Макра
- Демонте
- Макра
- Праццо
- Самбуко
- Строппо